# 不是你所認識的我
《不是你所認識的我》（韓語：니가 알던 내가 아냐）為韓國Mnet於2018年推出的綜藝節目，由李壽根、張度練、DinDin、JR（NU'EST）等人共同主持，節目主軸為觀看主角的日常生活VCR並猜測下一行動，是新概念問答遊戲節目。

## 節目成員
| 姓名   | 姓名 | 出生日期（年齡） | 職業               |
| 藝名   | 諺文 | 出生日期（年齡） | 職業               |
| ------ | ---- | ---------------- | ------------------ |
| 李壽根 |      | 1975年2月10日    | 主持人、喜劇演員   |
| 張度練 |      | 1985年3月10日    | 喜劇演員           |
| DinDin |      | 1991年11月20日   | 饒舌歌手           |
| JR     |      | 1995年6月8日     | 歌手（NU'EST成員） |

## 節目流程
觀看主角日常VCR中途突然出題，主角需在每道題下注答對時所獲得的金額，相關人員則商議60秒之後決定最終答案。遊戲中的關係增進基金總共是300萬韓幣，當答對時可獲得下注金額，電視臺的傢伙（指現場負責放現金的工作人員）會立刻發放現金；當答錯時什麼都得不到。有時會毫無頭緒不知道該如何作答時，可求助機會精靈，但機會僅有一次。

## 各集內容
| 集數 | 播出日期       | 主要觀察對象 | 嘉賓                                                                   | 答對 題數 | 獲得關係增進基金 （單位：韓幣） |
| ---- | -------------- | ------------ | ---------------------------------------------------------------------- | --------- | ------------------------------- |
| 1    | 2018年12月20日 | 雪炫（AOA）  | 智珉（AOA）、金珠炫、崔賢錫、金宰鉉（N.Flying）、金智娜、Sleepy        | 2題       | 110萬                           |
| 2    | 2018年12月27日 | 鄭俊英       | Defconn、崔鍾訓（FTIsland）、高恩雅、鄭俊河、朴尚赫、勝寬（Seventeen） | 2題       | 180萬                           |
| 3    | 2019年1月3日   | GRAY         | Loco、李泰榮、DJ Pumkin、張勝進、DAX、Swings、禹元材                   | 2題       | 250萬                           |
| 4    | 2019年1月10日  | Swings       | GIRIBOY、Han Yo Han、SuperBee、權赫秀、林寶拉、Jennie金                | 1題       | 120萬                           |
| 5    | 2019年1月17日  | 哈妮（EXID） | 金東炫、燦多（B1A4）、安泰煥、吳藝娜、EXID【LE、率智、正花、慧潾】     | 2題       | 190萬                           |
| 6    | 2019年1月24日  | Loco         | GRAY、鄭熙淑、金大允、李尚元、李道煥                                   | 題        | 30萬                            |

## 收視率
| 集數 | 播出日期   | 收視率    | 收視率      |
| 集數 | 播出日期   | AGB尼爾森 | CJ ENM AMEX |
| ---- | ---------- | --------- | ----------- |
| 1    | 2018/12/20 | 0.2%      | 0.094%      |
| 2    | 2018/12/27 | 查無數據  | 0.133%      |
| 3    | 2019/01/03 | 查無數據  | 0.074%      |
| 4    | 2019/01/10 | 查無數據  | 0.102%      |
| 5    | 2019/01/17 | 0.2%      | 0.194%      |
| 6    | 2019/01/24 | 0.2%      | 0.119%      |

## 備註與參考資料

### 備註
1. ↑  第一集嘉賓中金珠炫（김주현）為雪炫的親姐姐，金智娜（김지나）為前AOA造型師，崔賢錫（朝鲜语：최현석）則為韓國知名廚師。
2. ↑  第二集嘉賓中鄭俊河（정준하）為鄭俊英的親哥哥，朴尚赫（박상혁）為好朋友。JR因個人行程缺席錄影，勝寬為代班MC。
3. ↑  第三集嘉賓中李泰榮（이태영）為GRAY的爸爸，張勝進（장승진）為25年好朋友，DAX為關係親近的作曲家，禹元才僅出現在日常影片中。
4. ↑  第四集嘉賓中林寶拉（임보라）為Swings（朝鲜语：스윙스）的女朋友，Jennie金（제니김）則是媽媽。
5. ↑  第五集嘉賓中安泰煥（안태환）為哈妮的親弟弟，吳藝娜（오예나）則為18年好友，率智、正花及慧潾僅在日常影片中出現。
6. ↑  第六集嘉賓中鄭熙淑（정희숙）為Loco的媽媽，金大允（김대윤）與李尚元（이상원）為同學，李道煥（이도환）則為事業合作夥伴。本集DinDin以嘉賓身分出場。

## 外部連結
- 官方網站 